# 초여신신앙 느와르: 격신 블랙하트
초여신신앙 느와르: 격신 블랙하트(超女神信仰ノワール　激神ブラックハート, Hyperdevotion Noire: Goddess Black Heart)는 컴파일 하트와 스팅 엔터테인먼트가 2014년에 개발한 전술 롤플레잉 게임이다. 이 게임은 느와르(Noire)가 주인공으로 등장하는 초차원게임 넵튠(Hyperdimension Neptunia) 게임 시리즈의 스핀오프 타이틀이다. 이 게임은 2014년 5월 29일 일본에서 출시되었고, 2015년 2월 북미와 유럽에서 출시되었다. 원래 플레이스테이션 비타 독점 제품이었다. 마이크로소프트 윈도우용 이식판이 2016년 4월 26일에 출시되었다.

## 평가
| 평론 점수 평론사 점수 PC PS 비타 디스트럭토이드 N/A 4.5/10 [ 1 ] 패미츠 N/A 31/40 [ 2 ] The Digital Fix N/A 7/10 [ 3 ] Slant Magazine N/A [ 4 ] 통합 점수 메타크리틱 65/100 [ 5 ] 68/100 [ 6 ] |        |         |
| 평론 점수 |        |         |
| 평론사 | 점수   | 점수    |
| 평론사 | PC     | PS 비타 |
| 디스트럭토이드 | N/A    | 4.5/10  |
| 패미츠 | N/A    | 31/40   |
| The Digital Fix | N/A    | 7/10    |
| Slant Magazine | N/A    | [ 4 ]   |
| 통합 점수 |        |         |
| 메타크리틱 | 65/100 | 68/100  |